# Judo aux Jeux asiatiques de 2018
Navigation
Édition précédente
Les compétitions de judo des Jeux asiatiques de 2018 se déroulent au 29 août au 1er septembre 2018 au Jakarta Convention Center de Jakarta, en Indonésie.

## Podiums

### Femmes
| Épreuves                          | Or              | Argent          | Bronze                                          |
| --------------------------------- | --------------- | --------------- | ----------------------------------------------- |
| Moins de 48 kg poids super-légers | Jeong Bo-kyeong | Ami Kondo       | Otgontsetseg Galbadrakh Mönkhbatyn Urantsetseg  |
| Moins de 52 kg poids mi-légers    | Natsumi Tsunoda | Park Da-sol     | Kachakorn Warasiha Rim Song-sim                 |
| Moins de 57 kg poids légers       | Momo Tamaoki    | Kim Jin-a       | Dorjsürengiin Sumiyaa Lien Chen-ling            |
| Moins de 63 kg poids mi-moyens    | Nami Nabekura   | Kiyomi Watanabe | Han Hee-ju Tang Jing                            |
| Moins de 70 kg poids moyens       | Saki Niizoe     | Kim Seong-yeon  | Gulnoza Matniyazova Tsend-Ayuushiin Naranjargal |
| Moins de 78 kg poids mi-lourds    | Ruika Sato      | Park Yu-jin     | Ikumi Oeda Ma Zhenzhao                          |
| Plus de 78 kg poids lourds        | Akira Sone      | Kim Min-jeong   | Gulzhan Issanova Wang Yan                       |

### Hommes
| Épreuves                          | Or                | Argent                   | Bronze                                      |
| --------------------------------- | ----------------- | ------------------------ | ------------------------------------------- |
| Moins de 60 kg poids super-légers | Diyorbek Urozboev | Toru Shishime            | Yang Yung-wei Lee Ha-rim                    |
| Moins de 66 kg poids mi-légers    | An Baul           | Joshiro Maruyama         | Yeldos Zhumakanov Artur Te                  |
| Moins de 73 kg poids légers       | Shohei Ono        | An Chang-rim             | Victor Scvortov Mohammad Mohammadi          |
| Moins de 81 kg poids mi-moyens    | Didar Khamza      | Saeid Mollaei            | Vladimir Zoloev Otgonbaataryn Uuganbaatar   |
| Moins de 90 kg poids moyens       | Gwak Dong-han     | Gantulgyn Altanbagana    | Komronshokh Ustopiriyon Mashu Baker         |
| Moins de 100 kg poids mi-lourds   | Kentaro Iida      | Cho Gu-ham               | Lkhagvasürengiin Otgonbaatar Sherali Juraev |
| Plus de 100 kg poids lourds       | Kim Sung-min      | Ölziibayaryn Düürenbayar | Bekmurod Oltiboev Shakarmamad Mirmamadov    |

### Par équipes
| Épreuves | Or | Or | Argent | Argent | Bronze | Bronze |
| -------- | --- | --- | --- | --- | --- | --- |
| Mixte    | Japon Masashi Ebinuma Shohei Ono Mashu Baker Yusuke Kobayashi Kokoro Kageura Takeshi Ojitani Haruka Funakubo Momo Tamaoki Saki Niizoe Shiho Tanaka Akira Sone Sara Yamamoto | Japon Masashi Ebinuma Shohei Ono Mashu Baker Yusuke Kobayashi Kokoro Kageura Takeshi Ojitani Haruka Funakubo Momo Tamaoki Saki Niizoe Shiho Tanaka Akira Sone Sara Yamamoto | Kazakhstan Zhansay Smagulov Yeldos Zhumakanov Islam Bozbayev Didar Khamza Yerassyl Kazhybayev Sanzhar Zhabborov Kamshat Karassaikyzy Sevara Nishanbayeva Zere Bektaskyzy Iolanta Berdybekova Gulzhan Issanova Zarina Raifova | Kazakhstan Zhansay Smagulov Yeldos Zhumakanov Islam Bozbayev Didar Khamza Yerassyl Kazhybayev Sanzhar Zhabborov Kamshat Karassaikyzy Sevara Nishanbayeva Zere Bektaskyzy Iolanta Berdybekova Gulzhan Issanova Zarina Raifova | Corée du Sud Ahn Joon-sung An Chang-rim Gwak Dong-han Lee Jae-yong Cho Gu-ham Kim Sung-min Kim Jan-di Kwon You-jeong Jeong Hye-jin Kim Seong-yeon Han Mi-jin Kim Min-jeong | Chine Bayan Delihei Qing Daga Bu Hebilige Xie Yadong Qiu Shangao Shen Zhuhong Feng Xuemei Zhang Wen Liu Hongyan Zhu Ya Jiang Yanan Wang Yan |

## Tableau des médailles
Le Japon termine en tête du classement par nation avec huit titres, plus celui de la compétition mixte, pour un total de 13 médailles. Il devance la Corée du Sud, également 13 médailles mais quatre titres. Le Kazakhstan et l'Ouzbékistan sont les deux seuls autre pays à remporter un titre.
| Rang  | Nation              | Or | Argent | Bronze | Total |
| ----- | ------------------- | -- | ------ | ------ | ----- |
| 1     | Japon               | 9  | 3      | 1      | 13    |
| 2     | Corée du Sud        | 4  | 6      | 3      | 13    |
| 3     | Kazakhstan          | 1  | 1      | 3      | 5     |
| 4     | Ouzbékistan         | 1  | 0      | 3      | 4     |
| 5     | Mongolie            | 0  | 2      | 5      | 7     |
| 6     | Iran                | 0  | 1      | 1      | 2     |
| 6     | Corée du Nord       | 0  | 1      | 1      | 2     |
| 8     | Philippines         | 0  | 1      | 0      | 1     |
| 9     | Chine               | 0  | 0      | 4      | 4     |
| 10    | Kirghizistan        | 0  | 0      | 2      | 2     |
| 10    | Taipei chinois      | 0  | 0      | 2      | 2     |
| 10    | Tadjikistan         | 0  | 0      | 2      | 2     |
| 10    | Thaïlande           | 0  | 0      | 2      | 2     |
| 14    | Émirats arabes unis | 0  | 0      | 1      | 1     |
| Total | Total               | 15 | 15     | 30     | 60    |